# JUICE UP!!
「JUICE UP!!」（ジュース アップ）は、WANIMAの2作目のシングル。2016年8月3日にPIZZA OF DEATH RECORDSから発売された。

## 概要
- 前作『Think That...』から約1年振りのリリース。
- CDは通常盤の1形態で発売。

## チャート成績
- 2016年8月15日付のオリコン週間ランキングでは初動約3.6万枚を売り上げ、週間4位にランクインした[5]。2022年1月現在WANIMAで最も売れたシングル[6]。

## 収録曲
- M-3を除き、全曲作詞：KENTA　作曲・編曲：WANIMA

1. ともに - [3:28]
  - ニベア花王「8×4 ボディフレッシュ」CMソング[7]
  - 福岡ソフトバンクホークスの柳田悠岐選手の登場曲
  - 『第68回NHK紅白歌合戦』（NHK）歌唱曲
  - 2016年7月29日にミュージックビデオが公開。2022年1月現在1億3800万回以上再生されている。
2. オドルヨル - [3:57]
3. 切手のないおくりもの - [1:57]
作詞・作曲：財津和夫
  - 『みんなのうた』（NHK）のカバー
  - リクルート「カーセンサー」CMソング[8]
4. For You - [4:43]

## カバー
ともに
- ぷにる（篠原侑)  - 「『ぷにるはかわいいスライム』かわいいぷにるソングアルバム」に収録。アニメ『ぷにるはかわいいスライム』の第2弾MV楽曲としてカバー。